# Mike Vallely
Mike Vallely (pronuncia-se Vél-â-li), abreviado como Mike V, (nascido em 29 de Junho de 1970) é um skatista profissional, ator, dublê, lutador de luta livre, jogador de hóquei e músico. Desde janeiro de 2014, é vocalista da banda de punk rock, Black Flag. Nasceu em Edison, New Jersey. Tem um irmão mais velho, Joe, e uma irmã mais nova, Amy. Jogou na liga júnior de beisebol até os 14 anos, em 1984, quando descobriu o skate e o punk rock. Começou pedindo o skate emprestado de um amigo, até que, no natal de 1984, seus pais, Art e Mary Vallely, lhe deram um skate profissional da Sims, Jeff Phillip. Além do street, Mike também praticou vertical, começando na pista Tom Groholski e em Barn, ambas localizadas em New Jersey. Andou também no famoso pico de New York, o Brooklyn Banks. Em 1986, Mike mudou-se com a família para Virginia Beach, Virgínia. Logo fez amizades e entrou numa equipe local chamada Subculture, da área de Kampsville. Participou de campeonatos de street e vertical. Na primavera de 86, houve um campeonato de skate profissional em Mount Trashmore, e enquanto Mike andava num estacionamento ao lado acabou chamando a atenção de Neil Blender do alto do Half Pipe. Lance Mountain e Stacy Peralta ficaram surpresos ao vê-lo andar. Lance, então, deu-lhe um skate novo, e, depois de uma improvisada demonstração, foi oferecido a Mike um patrocínio amador pela Powell Peralta. Atualmente, mora em Long Beach, Califórnia.
Em 2008, Vallely veio ao Brasil para filmar Drive, uma série do programa Fuel TV, e, em sua visita, conheceu Sandro Soares (Testinha), da Unidade Ferraz de Vasconcelos da Fundação CASA, captando imagens e histórias do Skate nacional.
Além do Black Flag, Mike Vallely é vocalista da banda de hardcore punk Revolution Mother e possui uma carreira solo onde mescla coutry com rock 'n' roll, tendo uma sonoridade mais leve que os outros projetos.

## Videografia no Skate
- Powell Peralta Public Domain
- Speed Wheels Risk It
- World Industries Rubbish Heap
- Drive
- Black Label Label Kills
- Stand Strong
- Mike V's Greatest Hits
- Concrete Wave Volume 1
- Elementality Volume 1
- Elementality Volume 2 (lançado apenas online)[1]
- Tony Hawk's Secret Skatepark Tour (2004)
- This is My Element (2007)